# Love In The Danger Zone
«Love in the Danger Zone» —en español: “Amor en la zona peligrosa”— es una canción de género pop rock compuesta por el cantante Peter Beckett en compañía de J.C. Crowley para la banda estadounidense de rock Player. Fue publicada como el tercer corte del 2.º álbum de estudio Danger Zone en abril de 1978.

## Formatos

### Sencillo de 7" y 45rpm (Alemania)
| Lado A |                                           |          |  |
| N.º    | Título                                    | Duración |  |
| 1.     | «Love in the Danger Zone» (Versión de 7") | 3:35     |  |

| Lado B |                                         |          |  |
| N.º    | Título                                  | Duración |  |
| 1.     | «Prisoner Of Your Love» (Versión de 7") | 3:37     |  |

### Sencillo de 12" y Maxi (Estados Unidos)
| Lado A |                                               |          |  |
| N.º    | Título                                        | Duración |  |
| 1.     | «Love in the Danger Zone» (Versión del álbum) | 4:53     |  |

| Lado B |                                             |          |  |
| N.º    | Título                                      | Duración |  |
| 1.     | «Prisoner Of Your Love» (Versión del álbum) | 6:28     |  |

## Personal

### La banda
- Peter Beckett – voz principal, guitarra
- Ronn Moss – bajo, coros
- J.C. Crowley – teclados, coros
- John Friesen – batería, percusión

### Músicos adicionales
- Wayne Cook – teclados, sintetizador